# Дисиміляція (мовознавство)
Дисиміля́ція (лат. dissimilatio — «розподібнення») — комбінаторний фонетичний процес — заміна одного із двох однакових щодо способу творення приголосних звуків у межах одного слова на інший звук, відмінний щодо способу творення. Дисиміляція може відбуватися з голосними і з приголосними.
Розрізняють також поняття:
- графічна дисиміляція — розподібнення, відтворене на письмі. Наприклад, в українській мові: рушник, вести.
- дистантна дисиміляція — розподібнення звуків, розділених іншими. Наприклад, римар > лимар
- контактна дисиміляція — на противагу дистантній дисиміляції — розподібнення суміжних звуків.
- прогресивна дисиміляція — зміна другого приголосного звука у сполученні двох. Напр.: близ-ш-ий → ближ-ший -→ ближчий.
- регресивна дисиміляція — на противагу прогресивній — зміна першого приголосного звука у сполученні двох. Напр.: хто ← кто ← д.-рус. къто, вести ← вет-ти ← д.-рус. вед-ти, сердешний ← сердечний.

В українській мові дисиміляція є виявом історичних змін. Тому розрізняють дисиміляцію синхронічну і дисиміляцію діахронічну.
В усному мовленні процеси дисиміляції можуть кваліфікуватися як ненормативні. Наприклад: транвай (замість трамвай), колідор (замість коридор).